# Seznam italijanskih biatloncev
Seznam italijanskih biatloncev.

## B
- Didier Bionaz
- Thomas Bormolini
- Patrick Braunhofer

## C
- Daniele Cappellari
- Michela Carrara
- Thierry Chenal
- Samuela Comola

## D
- Adriano Darioli

## F
- Roberta Fiandino

## G
- Tommaso Giacomel
- Nicole Gontier

## H
- Katja Haller
- Lukas Hofer

## L
- Christian De Lorenzi

## M
- Christian Martinelli
- Giuseppe Montello

## O
- Karin Oberhofer

## P
- Wilfried Pallhuber
- Rebecca Passler
- Michela Ponza

## R
- Alexia Runggaldier

## S
- Federica Sanfilippo
- Saskia Santer

## V
- Lisa Vittozzi
- René-Laurent Vuillermoz

## W
- Dorothea Wierer
- Dominik Windisch
- Markus Windisch

## Z
- Marco Zanon
- Elia Zeni
- Andreas Zingerle